# Kernwaffenexplosion

Atombombenexplosion beim Test „Bravo“ (Sprengkraft: 15 Megatonnen TNT-Äquivalent) am 1. März 1954 auf dem Bikini-Atoll

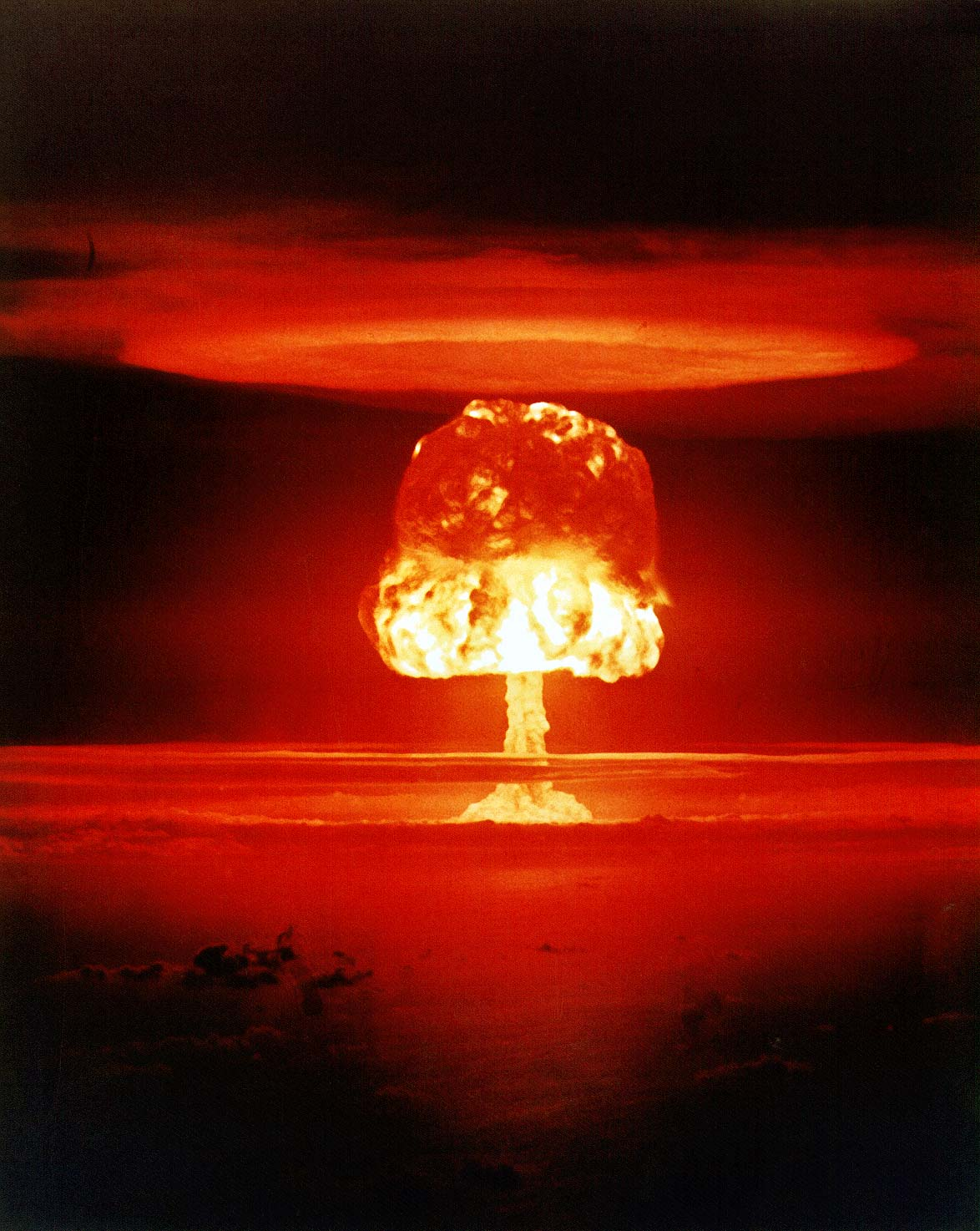
Wasserstoffbombentest „Romeo“ (Sprengkraft: 11 Megatonnen TNT-Äquivalent) am 27. März 1954 auf dem Bikini-Atoll

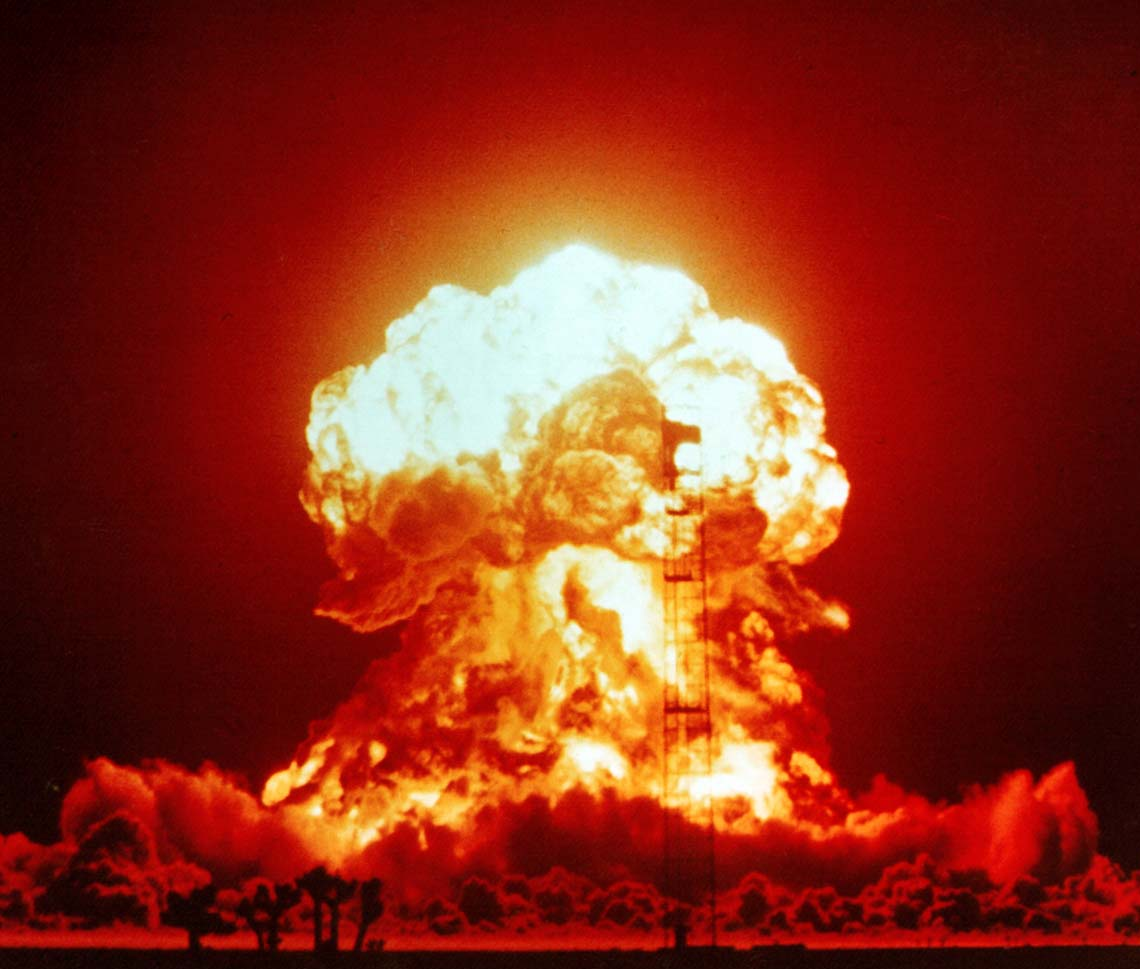
Explosion von Upshot-Knothole Badger 1953 auf der Nevada Test Site

Kernwaffenexplosionen (auch Atomexplosionen, Kernexplosionen) sind die mächtigsten von Menschen verursachten Explosionen. Sie werden durch das Zünden von Kernwaffen ausgelöst. Im einfachsten Fall einer Kernspaltungsbombe setzt unmittelbar nach Überschreiten der kritischen Masse eine nukleare Kettenreaktion ein. Bei einer Luftexplosion entstehen neben der typischen Explosionswolke Feuerball, Druckwelle und radioaktive Rückstände in der Atmosphäre. Die erste von Menschen herbeigeführte Atomexplosion fand am 16. Juli 1945 auf einem als „White Sands Missile Range“ benannten Gelände in der Wüste von New Mexico statt. Die durch Kernwaffenexplosionen bei Kernwaffentests verursachte Zunahme der Radioaktivität in der Erdatmosphäre führte 1963 zum Vertrag über das Verbot von Kernwaffenversuchen in der Atmosphäre, im Weltraum und unter Wasser. Seitdem finden Testexplosionen der Vertragsparteien immer unterirdisch statt. Die Atombombenabwürfe auf Hiroshima und Nagasaki am 6. und 9. August 1945 durch die USA im Krieg gegen Japan am Ende des Zweiten Weltkrieges waren die ersten und bisher einzigen Kernwaffeneinsätze. Seit der Anfangszeit des Kalten Krieges steht die Möglichkeit eines Atomkrieges im Raum. Sie entwickelte sich im Wettrüsten zwischen den Supermächten USA und Sowjetunion und den übrigen Atommächten zu einer den Fortbestand der Menschheit gefährdenden Bedrohung.

## Einführung

Feuerball von Greenhouse George

Der auffälligste Unterschied zu konventionellen Explosionen besteht in der wesentlich größeren Energiemenge sowie den hohen Temperaturen. Bei Kernexplosionen werden Temperaturen von über 100 Millionen Kelvin erreicht, dagegen haben chemische Explosionen nur Temperaturen bis zu einigen tausend Kelvin. Die hohe Temperatur von Atombombenexplosionen ist auch Ursache für die Bildung des charakteristischen, hell leuchtenden Feuerballs. Die Sprengwirkung einer atomaren Explosion wird üblicherweise in der Einheit Kilotonnen oder Megatonnen TNT-Äquivalent angegeben, die die Explosionsenergie in Relation zum chemischen Sprengstoff TNT setzt.
Die Beschreibung einer Nuklearexplosion anhand ihrer Sprengkraft ist jedoch gegenüber konventionellen Explosionen insofern irreführend, als eine Atombombenexplosion neben der starken Druckwelle vor allem durch intensive Wärmestrahlung des Feuerballs (auch sichtbares Licht) sowie durch ionisierende Direktstrahlung und radioaktive Rückstände (Fallout) auf ihre Umgebung wirkt. Insbesondere letztere machen die Gefährlichkeit nuklearer Explosionen aus, da ihre Wirkung nicht auf den Moment der Explosion begrenzt ist, sondern viele Jahre andauern kann. Elektrische und elektronische Anlagen werden in der Regel bei Explosionen in geringer oder besonders großer Höhe durch einen starken nuklearen elektromagnetischen Puls (NEMP) beeinflusst oder zerstört.
Der physikalische Ablauf sowie die militärisch beabsichtigte Wirkung von Kernwaffenexplosionen wurde vor allem in den 1950er Jahren von den USA und der Sowjetunion in zahlreichen Atombombentests untersucht. Die meisten physikalischen Kenntnisse über den Ablauf der Explosionen und ihre Auswirkungen auf die Umgebung stammen aus solchen Versuchen, während die medizinischen, wirtschaftlichen und sozialen Folgen hauptsächlich durch die Atombombenabwürfe auf Hiroshima und Nagasaki im August 1945 studiert wurden. Ein Teil dieser Informationen wurde inzwischen zur Veröffentlichung freigegeben.
Im Jahre 1996 wurde ein Kernwaffenteststopp-Vertrag von der UN-Abrüstungskonferenz ausgearbeitet und mit 158 von 173 Stimmen von der UN-Generalversammlung angenommen, er liegt seitdem der Staatengemeinschaft zur Unterzeichnung und Ratifizierung vor. Der Vertrag verbietet die Durchführung jeder Art von Kernwaffenexplosion, ob für zivile oder militärische Zwecke, und ächtet auch Beihilfe dazu. Damit geht er über den 1963 in Kraft getretenen Vertrag über das Verbot von Kernwaffenversuchen in der Atmosphäre, im Weltraum und unter Wasser hinaus.

## Explosionsarten
Oft spricht man im Zusammenhang mit atomaren Explosionen auch von Detonationen. Physikalisch ist das jedoch nicht richtig, denn eine Detonation setzt eine Reaktionsfront voraus, die sich mit Überschallgeschwindigkeit durch das Energie freisetzende Medium fortpflanzt. Bei der Kernspaltung gibt es jedoch keine Reaktionsfront, und die Kernfusion im Innern einer Wasserstoffbombe entspricht eher einer Deflagration. Lediglich der chemische Sprengstoff, der das Spaltmaterial zur überkritischen Masse verdichtet, detoniert.
Die einfache Form der Bodenexplosion, also Kernwaffen direkt im Ziel zu zünden, ist nicht die effektivste. Atomexplosionen entwickeln ihre größte Zerstörungskraft bei Zündung in der Luft, vom taktischen Gesichtspunkt ist eine derartige Anwendung meist effektiver. Boden- und Untergrundexplosionen sind nur in einigen Sonderfällen – zum Beispiel als Bunkerbrecher – wirksamer.

### Luftexplosionen

Ausbreitung der Druckwelle einer 20-Kilotonnen-Luftexplosion in 540 Metern Höhe in drei Phasen:
1. Freie Ausbreitung nach etwa 0,5 s
2. reguläre Reflexion nach etwa 1,25 s
3. Mach-Reflexion nach etwa 3 s, Vereinigung beider Wellen in Bodennähe (engl. Mach stem)

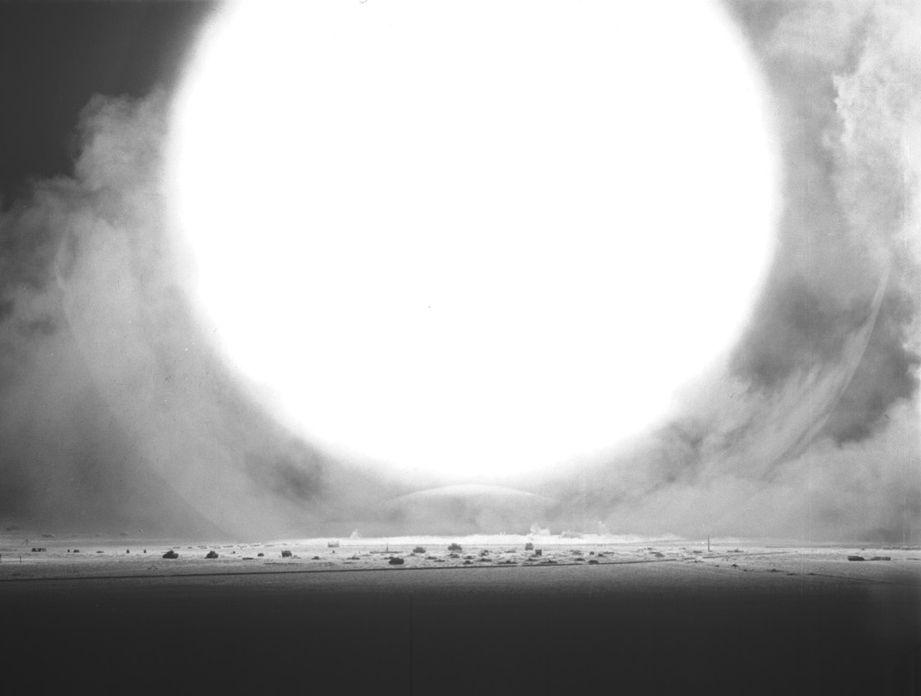
Upshot-Knothole Grable: der Feuerball, die Detonationswelle und ihre Reflexion am Boden sind gut sichtbar

Als Luftexplosionen werden solche innerhalb der unteren Atmosphärenschichten (unterhalb 30 Kilometer) bezeichnet. Die Druckwelle der Explosion breitet sich ähnlich einer Seifenblase aus und wird zunächst im Hypozentrum (Erdoberfläche unter der Bombe, Bodennullpunkt, ground zero, GZ) reflektiert, was eine zweite, infolge des „Fahrwassers“ der Primärwelle schnellere Druckwelle verursacht. In einiger Entfernung zum Hypozentrum vereinigen sich beide zu einer einzigen sich ringförmig ausbreitenden Druckwelle, die im Vergleich zur Druckwelle einer Bodenexplosion zwar in der Nähe des Hypozentrums schwächer, in größerer Entfernung jedoch erheblich zerstörerischer ist. Dieser Effekt wird nach Ernst Mach auch Mach-Effekt oder Mach-Reflexion genannt (siehe Abbildung). Die militärischen Planungen während des Kalten Krieges sahen Luftexplosionen entweder zur großflächigen Zerstörung ungepanzerter Ziele wie Industriegebiete, Lager, Luftstützpunkte oder Truppenverbände, oder zur Ausschaltung von Luftzielen wie Fliegerverbänden oder Raketen vor.
Die Explosionshöhe spielt beim Angriff auf ausgedehnte Bodenziele eine entscheidende Rolle. Je höher sie stattfindet, umso schwächer ist die Druckwelle, die den Boden erreicht. Gleichzeitig vergrößert sich die von der Druckwelle betroffene Bodenfläche. Für jede Kombination von vorgegebener Explosionsstärke und Überdruck der Druckwelle (beziehungsweise Entfernung zum Hypozentrum) gibt es eine optimale Explosionshöhe. Durch die Wahl der optimalen Höhe kann man auf größtmöglicher Fläche einen größeren Schaden erreichen als bei einer Bodenexplosion. Die zerstörte Fläche kann dabei bis zu doppelt so groß sein. Ein weiterer Effekt einer Luftexplosion ist die größere Wirkung der Wärmestrahlung, da der Auftreffwinkel größer ist und damit die Abschirmung durch vorstehende Gebäude abnimmt.
Bei Luftzielen spielt die reflektierte Welle meist keine Rolle, da die Entfernung zum Ziel wesentlich geringer ist als die Höhe. Dafür muss die Höhenabhängigkeit von Luftdruck und Temperatur stärker berücksichtigt werden. Die Verwendung von atomaren Explosionen zur Ausschaltung von Luftzielen ist heutzutage allerdings weitgehend obsolet und ersetzt durch zielgenaue konventionelle Waffen wie die MIM-104-Patriot-Raketen.
Luftexplosionen kontaminieren den Boden im Zielbereich verhältnismäßig gering. Bei Bodenexplosionen kommt es zur Durchmischung mit Spaltprodukten oder Erzeugung von Radionukliden im Bodenmaterial durch Neutronenanlagerung, die Spaltprodukte steigen in große Höhen auf. Der Fallout wird somit über eine große Fläche, bei großen Explosionen sogar global verteilt. Die Gesamtmenge der radioaktiven Rückstände hängt dagegen nur wenig und die Menge der Spaltprodukte gar nicht von der Explosionshöhe ab.

### Bodenexplosion
Hauptmerkmale einer Bodenexplosion sind die radioaktive Verseuchung großer Landstriche durch Fallout sowie die lokal erheblich stärkere, aber in der Reichweite begrenzte Druckwelle. Der Einsatz erfolgt zur Zerstörung von Bunkeranlagen wie Kommandozentralen, Raketensilos und Staudämmen. Insbesondere aufgeschüttete Staudämme erfordern die Kraterbildung der Bodenexplosion. Nähere Informationen zur Entstehung und der Größe der Sprengkrater in Abhängigkeit von der Sprengkraft sind im Artikel Explosionskrater zu finden.

### Untergrundexplosionen

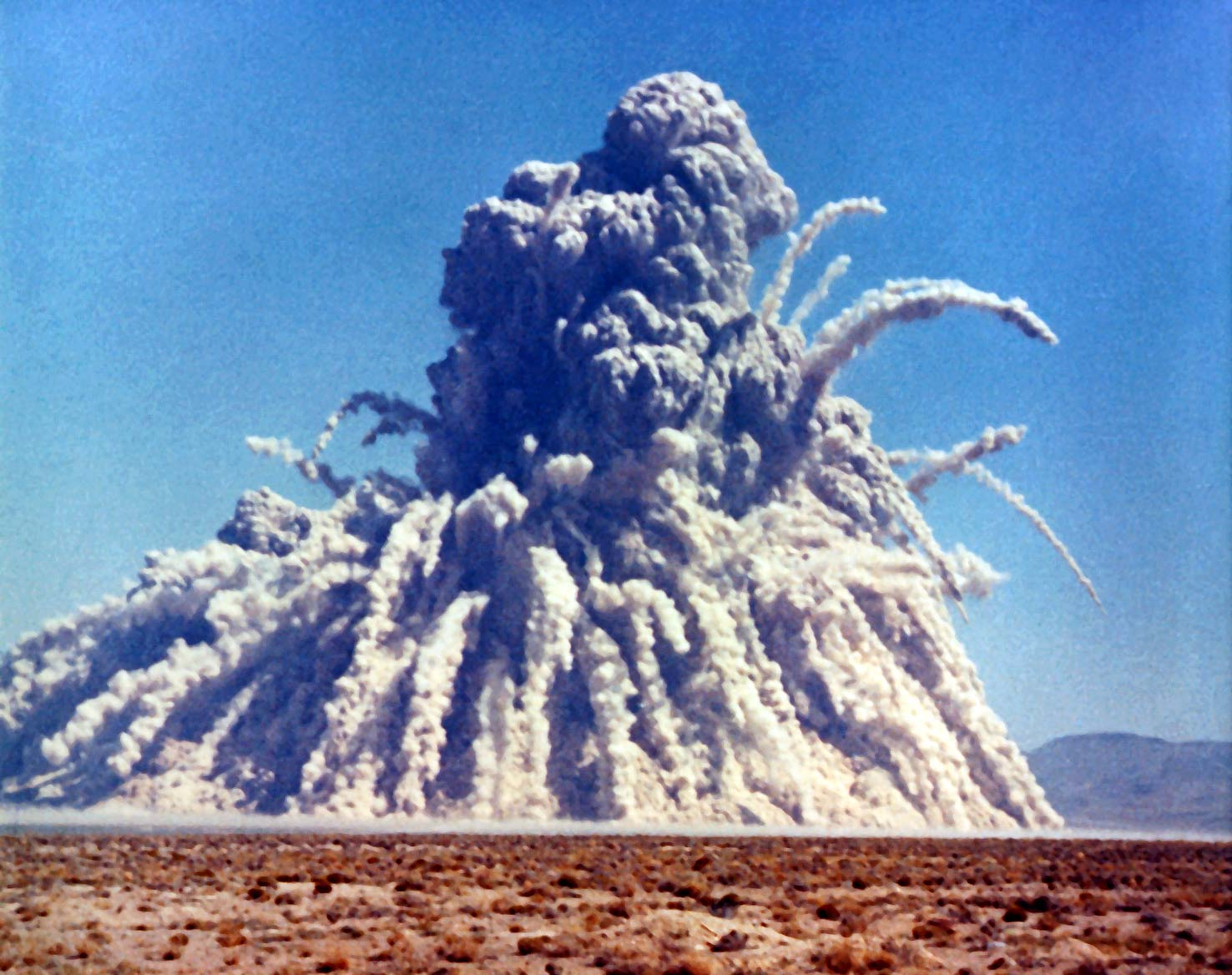
Untergrundexplosion mit Kraterbildung beim Sedan-Atomtest 1962 – 12 Mio. Tonnen Erdreich wurden in die Luft geschleudert.

Bei der unterirdischen Explosion müssen zwei Fälle unterschieden werden:
- Explosionen in geringer Tiefe mit massiver Kraterbildung und extrem starkem Fallout
- Explosionen in großer Tiefe ohne Freisetzung von Fallout

Als möglicher Einsatz von nuklearen Explosionen ist die Untergrundexplosion in letzter Zeit wieder stärker in die Diskussion geraten. Dieser Typ ist besonders geeignet, unterirdische Befehlszentralen und Bunkerkomplexe zu zerstören. Es ist allerdings problematisch, die Bombe unversehrt tief genug in den Untergrund zu bringen. Im Gegensatz zu Atomtests, bei denen die Bombe bergmännisch in den Boden gebracht werden kann, würde der Sprengkopf nicht tief genug in den Boden eindringen, um radioaktiven Fallout zu vermeiden. Vielmehr reicht es aus, die Bombe einige Meter in den Boden eindringen zu lassen, weil so die Druckwelle den zu zerstörenden Bunker weit besser erreicht als bei einer Oberflächenexplosion. Eine Möglichkeit, Bunker dagegen zu schützen, ist deshalb die bewegliche Lagerung von Einrichtungen und Gerätschaften innerhalb des Bunkers.
Bei Atomtests ist die tiefe Untergrundexplosion das gängige Vorgehen, seit oberirdische Atomtests geächtet wurden. Dabei hat die Untergrundexplosion in hinreichender Tiefe gegenüber der Explosion an oder über der Oberfläche den Vorteil, dass die radioaktiven Produkte in der Regel im Erdinneren verbleiben. Allerdings kam es bei unterirdischen Atomtests hin und wieder zu „Ausbläsern“, durch die doch wieder Radioaktivität in die Atmosphäre gelangte. Eine langfristige Freisetzung der Spaltprodukte ins Grundwasser oder ins Meer kann nach heutigem Wissensstand nicht ausgeschlossen werden, insbesondere bei Testexplosionen im porösen Gestein von Atollen, zum Beispiel auf der Pazifikinsel Mururoa.

### Unterwasserexplosionen

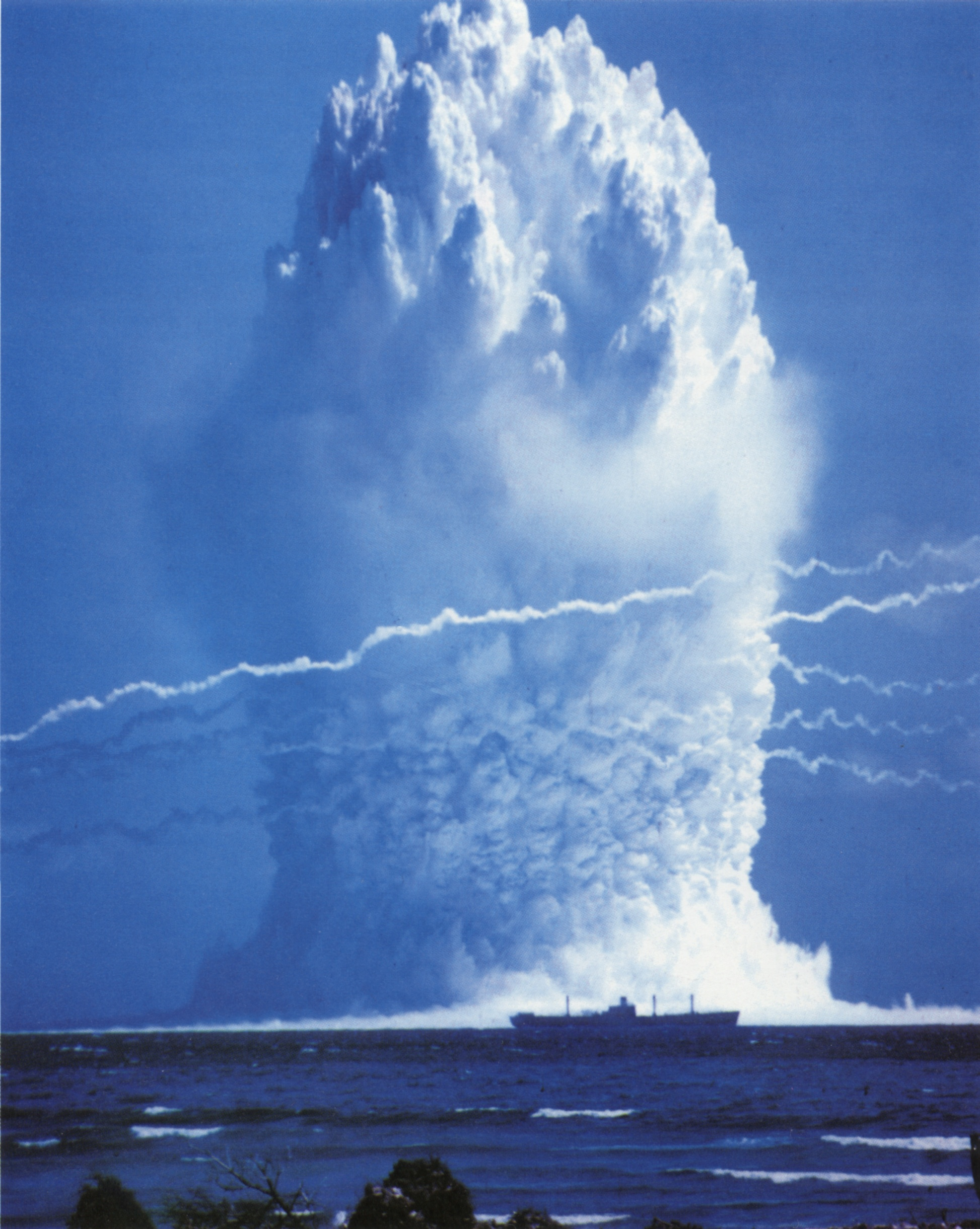
Unterwasserexplosion des Hardtack Umbrella Tests 1958.

Die Unterwasserexplosion durch Kernwaffen dient insbesondere der Bekämpfung von U-Booten oder Flottenverbänden. Dazu wurden von allen wichtigen Atommächten unterschiedlichste nukleare Waffen gebaut und getestet. Zum Einsatz kommen Torpedos, Wasserbomben oder verschiedene Arten von Lenkflugkörpern. Da sich im Wasser Druckwellen besonders gut ausbreiten können, sind Unterwasserexplosionen ebenso wie Untergrundexplosionen nahezu weltweit mit Unterwassermikrofonen nachweisbar.
Die Druckwellen breiten sich infolge der hohen Schallgeschwindigkeit im Wasser (etwa 1400 m/s) mehr als viermal so schnell wie in Luft aus. Durch die hohe Dichte des Wassers und seine geringe Kompressibilität wird die Energie besonders effektiv und über größere Entfernungen als in Luft auf Ziele übertragen. Nach der Explosion pulsiert die Gasblase bis zu dreimal, wobei sie sich mit abnehmender Intensität und Frequenz ausdehnt und zusammenzieht. Die Blase wird beim weiteren Aufsteigen zunehmend deformiert. Erreichen die heißen Gase die Wasseroberfläche, erzeugen sie und mitgerissenes Wasser eine beträchtliche Wasser- und Dampfsäule. Die erste Druckwelle einer 100-kt-Explosion wirkt in einer Entfernung von 914 m (1000 Yard) mit einem Druck von über 186 kPa. Die Druckwelle einer gleich starken Explosion in Luft würde auf die gleiche Entfernung nur einen Druck von etwa 13,7 bis 19,6 kPa erzeugen. Die Dauer der ersten Druckwelle beträgt unter Wasser nur etwa zwei bis drei Hundertstel Sekunden gegenüber etwa einer Sekunde in Luft. Erreicht die Druckwelle die Wasseroberfläche, wird sie dort als eine relativ geringe Störung sichtbar. Die Druckwelle kann sich wegen der stark abweichenden physikalischen Eigenschaften von Luft und Wasser, insbesondere wegen der unterschiedlichen Wellenwiderstände, nicht über die Wasseroberfläche hinaus ausbreiten, es wird jedoch die negative Druckkomponente wieder nach unten reflektiert. Am Meeresboden wird die Druckwelle, je nach Tiefe und Beschaffenheit, in unterschiedlichem Maße reflektiert. Ein Seeziel ist aufgrund all dieser Besonderheiten nicht nur der Hauptdruckwelle, sondern auch den durch das Pulsieren der Gasblase verursachten Druckwellen und den anschließenden Reflexionen der Druckwellen ausgesetzt.
Ähnlich wie bei flachen Untergrundexplosionen werden große Mengen radioaktiven Materials in der unmittelbaren Umgebung des Explosionsortes verteilt, wenngleich die nukleare Direktstrahlung weitgehend absorbiert wird. Doch führen Meeresströmungen nach einiger Zeit zu einer weltweiten Verteilung der Rückstände, während die lokale Verstrahlung schnell abnimmt. Neuere Messungen am Bikini-Atoll, wo mehrere Unterwasserexplosionen gezündet wurden, ergaben kaum erhöhte Aktivität am Grund der Lagune.

### Höhenexplosion

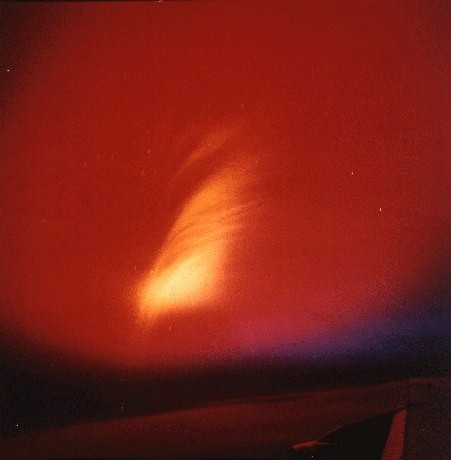
Atombombenexplosion Starfish Prime in 400 km Höhe im Weltraum.

Interkontinentalraketen bewegen sich über einen weiten Teil ihrer Flugbahn im erdnahen Weltraum. Um sie zu zerstören, planten die USA und UdSSR den Einsatz von Abwehrraketen mit Atomsprengkopf, welche in unmittelbarer Nähe der herannahenden Sprengköpfe zünden sollten. Auf die gleiche Weise sollten auch Militärsatelliten zerstört werden. Zumindest die USA führten dazu mehrere Testexplosionen durch, die teilweise unerwartete Auswirkungen auf die obere Atmosphäre zeigten.
Die Explosion einer kleinen Atombombe in der oberen Stratosphäre mehr als 30 Kilometer über dem Erdboden oder im erdnahen Weltraum hat in Bezug auf die Druckwelle am Boden kaum Auswirkungen. Dennoch kann sie gravierende Auswirkungen auf die zivile und zum Teil auch die militärische Infrastruktur haben, da ein sehr starker elektromagnetischer Puls (EMP) ausgelöst wird. Dieser kann vor allem elektronische Geräte mit Halbleiterbauelementen wie Computer, Fernseher, Radios oder die elektronische Zündung im Auto irreparabel beschädigen. Zudem beeinträchtigen bereits schwache EMPs den Funkverkehr. Daher sind die Ausschaltung gegnerischer elektronischer Systeme sowie Störung der Kommunikation weitere mögliche Einsatzziele neben der direkten Bekämpfung von Höhenzielen.

## Ablauf einer Explosion
Die Vorgänge bei der Explosion einer Atombombe reichen von der nuklearen Kettenreaktion über die Entstehung von Feuerball und Druckwelle bis hin zur Ausbreitung der Explosionswolke und der radioaktiven Rückstände in der Atmosphäre. Die Zeitskalen der einzelnen Abläufe reichen von Millionstel Sekunden bis zu mehreren Minuten. Grob lässt sich der Explosionsvorgang unterteilen in
1. Nukleare Kettenreaktion (0 bis 10−6 Sekunden),
2. Feuerball- und Druckwellenbildung (10−6 bis 0,1 Sekunden),
3. Ausbreitung der Druckwelle, Abkühlen des Feuerballs (0,1 bis 10 Sekunden),
4. Bildung der Pilzwolke (Sekunden bis Minuten),
5. Ausbreitung der Wolke, Fallout (Minuten bis Monate).

Die Zeitskalen sind nur ungefähre Anhaltspunkte, da sie stark von der Sprengkraft und der Explosionshöhe abhängen.

### Nukleare Energiefreisetzung
Je nach Typ der Atomwaffe variiert die Art und Zeitskala der Energiefreisetzung. Im einfachsten Fall einer Kernspaltungsbombe mit Plutonium oder hochangereichertem Uran setzt unmittelbar nach Überschreiten der kritischen Masse die Kettenreaktion ein. Da die freigesetzten Neutronen mit Geschwindigkeiten um 1,4 · 107 Metern pro Sekunde die meist nur etwa 10 bis 20 Zentimeter große überkritische Spaltmasse innerhalb von 10−8 Sekunden durchqueren, und dabei jeweils mit hinreichend hoher Wahrscheinlichkeit einen weiteren Spaltprozess verursachen, beträgt die mittlere Zeit zwischen zwei Spaltungsgenerationen ebenfalls etwa 10−8 Sekunden. Waffenfähige Spaltmaterialien müssen dabei im Mittel etwa zwei oder mehr Neutronen pro Spaltung freisetzen, um eine ausreichend hohe Wachstumsrate zu gewährleisten. Da jeder gespaltene Uran- oder Plutoniumkern etwa 200 Millionen Elektronenvolt (200 MeV, entspricht etwa 32 Picojoule) freisetzt, liefern etwa 3 · 1024 Kernspaltungen eine Energie von 20 Kilotonnen TNT (entspricht etwa 84 Terajoule), die Sprengkraft der ersten Atombombe. Bei einem Multiplikationsfaktor von 2 pro Generation sind – einschließlich des ersten Neutrons – also
{\displaystyle n=\log _{2}(3\cdot 10^{24})\approx 81}
Generationen erforderlich. Bei ununterbrochener Kettenreaktion ist die Energiefreisetzung folglich nach etwa 0,8 Mikrosekunden abgeschlossen. Aufgrund des exponentiellen Wachstums wird der größte Teil der Energie in den letzten Generationen freigesetzt. Während die ersten 60 Generationen kaum die Energie der konventionellen Zündladung der Bombe erreichen, schnellt die Energie nach 77 Generationen auf ein Äquivalent von tausend Tonnen TNT und die verbleibenden 95 % werden in den verbleibenden fünf Generationen freigesetzt. Nach Abschluss der Kernspaltungsprozesse wird eine erhebliche Energie durch den Zerfall kurzlebiger Spaltprodukte freigesetzt.
Bei der Wasserstoffbombe folgt darauf noch die Phase der Kernfusion, die wenige Mikrosekunden beansprucht, und, je nach Bauart, noch eine weitere, dann wieder durch schnelle Fusionsneutronen induzierte Kernspaltung eines möglichen äußeren Mantels aus spaltfähigem Material, der jedoch für große Mengen an radioaktiven Fallout sorgt. Aus diesem Grund wurde auch bei der Zar-Bombe auf diesen verzichtet, obwohl sie dann mit errechneten 100 Megatonnen Sprengkraft doppelt so stark gewesen wäre wie die tatsächlich verwendete Version.

### Feuerblase
Sofort nach Abschluss der Kernspaltung liegt die Energie innerhalb des Bombenmantels in Form von
- elektromagnetischen Wellen (Photonen) sowie
- kinetischer Energie freier Elektronen, Neutronen und Atomkerne (Spaltprodukte)

vor.
Aufgrund der enormen Energiedichte steigen die Temperaturen im Innern der Bombe rapide auf 60 bis 100 Millionen Grad Celsius an. Das entspricht ungefähr dem 10.000 bis 20.000fachen der Oberflächentemperatur unserer Sonne (etwa 5500 Grad Celsius). Die so entstehende „Blase“ aus heißen Spaltprodukten, Bombenmantel und auch umgebender Luft wird als Feuerblase bezeichnet. Die Strahlungsleistung pro Oberflächeneinheit (auch spezifische Ausstrahlung, Leucht- oder Strahlungsintensität) ist nach dem Stefan-Boltzmann-Gesetz etwa um den Faktor 1016-mal größer als die der Sonne. Allerdings verhält sich die Feuerblase in diesem frühen Stadium, weit vom Strahlungsgleichgewicht entfernt, kaum wie ein schwarzer Strahler, so dass diese Abschätzung nur sehr ungenau ist.
Die erste Energie, die den Bombenmantel verlässt, ist Gammastrahlung, die mit Lichtgeschwindigkeit auf die umgebende Luft trifft und dort einen dichten Nebel aus Ozon und Stickoxiden bildet. Dieser Nebel führt dazu, dass die aus der gemessenen Strahlungsintensität bestimmte Effektivtemperatur in diesem Frühstadium erheblich unter der wahren Temperatur liegt.
Die Feuerblase, auch Isothermalsphäre oder von einigen Quellen auch bereits „Feuerball“ genannt, dehnt sich schlagartig aus, und sobald sie den Bombenmantel verlässt, gibt sie Licht- und Wärmestrahlen in die Umgebung ab. Sie hat zu diesem Zeitpunkt einen Durchmesser von wenigen Metern. Die Ausdehnung erfolgt in diesem Stadium vor allem durch Strahlung, die von Luftmolekülen absorbiert und wieder ausgestrahlt und so an weitere Luftmassen übertragen wird. Die Ausdehnung der heißen Gase spielt dagegen noch kaum eine Rolle.
Die sich ausdehnende Feuerblase kühlt sich innerhalb von 100 Mikrosekunden auf etwa 300.000 Grad Celsius ab. Die thermische Strahlungsleistung, die sich in diesem Stadium zumindest grob durch das Stefan-Boltzmann-Gesetz abschätzen lässt, erreicht jedoch jetzt ein erstes Maximum, zumal der Ozon- und Stickoxid-Nebel mittlerweile selbst zum großen Teil von der Feuerblase eingenommen worden ist. Zu diesem Zeitpunkt (im Fall einer 20-kt-Explosion) bildet sich an der Oberfläche der jetzt etwa 25 Meter durchmessenden Feuerblase eine Schockwelle, welche sich mit anfänglich etwa 30 Kilometer pro Sekunde ausbreitet und dabei einen Teil ihrer Energie in Form von Wärme an die umgebende Luft abgibt. Eine zweite Schockwelle entsteht durch die Expansion des Bombenmaterials; sie vereinigt sich wenig später mit der Welle an der Oberfläche. Wie stark und wie gleichmäßig diese innere Schockfront ist und wann sie sich mit der äußeren vereinigt, hängt stark von Masse und Bauweise der Bombe ab.
Während sich diese innere Schockfront durch die Feuerblase ausbreitet, vermischt sich das verdampfte Bombenmaterial mit der ionisierten Luft. Bei Bodenexplosionen kommt noch verdampftes Erdreich hinzu, wodurch die Feuerblase gegenüber der Luftexplosion stark heruntergekühlt wird. Dieser Effekt ist besonders stark, wenn die Explosionshöhe kleiner ist als der Radius der äußeren Schockfront im Moment der Ablösung; andernfalls wird das verdampfte Erdreich größtenteils zur Seite geblasen.

### Feuerball und Druckwelle

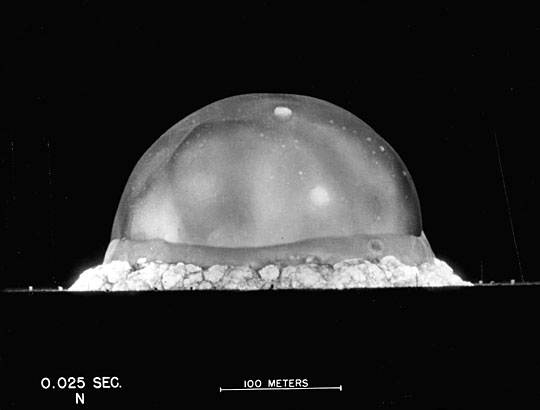
Feuerball 0,025 Sekunden nach Atomexplosion (Trinity-Test), 1945

Feuerballtemperatur (oben) und -durchmesser (unten) einer 20-kt-Luftexplosion als Funktion der Zeit. Die orange Teilkurve zeigt die durch Absorption scheinbar reduzierte Effektivtemperatur im Frühstadium.

Diese Kompression erhitzt die Luft auf etwa 30.000 Grad Celsius (etwa das Fünffache der Sonnenoberflächentemperatur) – es bildet sich der eigentliche Feuerball, die von außen sichtbare Leuchterscheinung der Explosion, die sich in dieser Phase gut durch einen schwarzen Strahler annähern lässt. Bei dieser Temperatur wird Luft ionisiert und damit undurchsichtig, was die Leuchtkraft der erheblich heißeren und sich weiterhin ausdehnenden Feuerblase etwas abschwächt oder sie gar völlig abschirmt. Bei einer 20 kT-Bombe erreicht die Leuchtkraft nach etwa 15 Millisekunden auf diese Weise ein temporäres Minimum. Der Feuerball hat zu diesem Zeitpunkt etwa einen Durchmesser von 180 Metern.
Während der weiteren Ausdehnung des Feuerballs kühlt sich die Stoßfront an seiner Oberfläche weiter auf etwa 3000 Grad Celsius ab und wird durchsichtig („breakaway“). Dahinter wird wieder die hell leuchtende Feuerblase mit einer Temperatur von rund 8000 Grad Celsius sichtbar, die von nun an selbst als Feuerball bezeichnet wird. Die Effektivtemperatur nimmt also zu, der Feuerball erscheint zunächst wieder heller, bevor die freigegebene Feuerblase ihrerseits bis zum Verlöschen abkühlt. Auf diese Weise kommt der für Atomexplosionen typische Doppelblitz zustande. Zu diesem Zeitpunkt haben Feuerblase und Feuerball nahezu ihre größte Ausdehnung erreicht. Die Druckwelle aber breitet sich weiter aus. Anders als die Zonen gleichen Druckpegels skaliert die maximale Ausdehnung {\displaystyle {D_{\mathrm {max} }}} des Feuerballs nicht mit der Kubikwurzel, sondern eher mit
{\displaystyle {D_{\mathrm {max} } \over \mathrm {m} }\approx 150\left({W \over \mathrm {kt} }\right)^{0{,}39}\,.}
Die Zeit bis zum zweiten Leuchtkraftmaximum tL beziehungsweise zur maximalen Größe (vor Verlöschen und Ausbildung der Pilzwolke) tD skaliert ebenfalls abweichend:
{\displaystyle {t_{\mathrm {L} } \over \mathrm {s} }\approx 0{,}043\left({W \over \mathrm {kt} }\right)^{0{,}44}\,;\quad {t_{\mathrm {D} } \over \mathrm {s} }\approx 0{,}3\left({W \over \mathrm {kt} }\right)^{0{,}44}\,.}
Der Feuerball einer 20-Kilotonnen-Explosion erreicht also fast 500 Meter Durchmesser nach etwa einer Sekunde, während der Feuerball einer 20-MT-Explosion nach 20 Sekunden auf rund 7 Kilometer anwächst.
Der Grund für die nichtkubische Skalierung ist, dass die Strahlungsdurchlässigkeit für zunehmende optische Dicke (größerer Feuerballdurchmesser) exponentiell statt linear abnimmt und die Wärmeenergie daher gegenüber dem reinen Kubikgesetz etwas langsamer freigesetzt wird. Vor allem aber ist die die heiße Feuerblase umhüllende Stoßfront bei stärkeren Explosionen optisch dichter und hemmt deren Abstrahlung stärker und länger als bei niedrigen Sprengenergien. Die aus der Strahlung ermittelte Effektivtemperatur der Feuerballoberfläche im zweiten Maximum ist somit aufgrund der Energieerhaltung niedriger für größere Explosionen. Unter Berücksichtigung des Stefan-Boltzmann-Gesetzes und des zunehmenden Anteils der thermischen Strahlung bei größerer Gesamtenergie (siehe Abschnitt Auswirkungen von Kernexplosionen) gilt für Effektivtemperatur und (relative) Leuchtkraft annähernd:
{\displaystyle {T_{\mathrm {eff,max} } \over \mathrm {K} }\approx 9000\left({W \over \mathrm {kt} }\right)^{-0{,}04}\ ;\quad L(W)\approx L(\mathrm {1\,kt} )\cdot \left({W \over \mathrm {kt} }\right)^{0{,}59}},
also etwa 8000 Kelvin bei 20 kt, 7000 K bei 1 Mt und 6000 K bei 20 Mt Sprengkraft, während die Leuchtkraft sechsmal, 60-mal und 300-mal heller als die einer 1-kt-Explosion ist. Diese Beziehungen gelten für Luftexplosionen in annähernd Meeresniveau, sind jedoch nur als grobe Richtlinien zu behandeln.
In größeren Höhen, wo die Luftdichte geringer ist, ist der Enddurchmesser noch größer als in dichteren Luftschichten. Jedoch strahlt er seine Energie aufgrund der geringeren optischen Dichte schneller ab. Bei Höhenexplosionen kann die Luft so dünn sein, dass die wesentlich schwächere Stoßfront die Feuerblase kaum noch verhüllen kann. Die thermische Strahlung wird dann in einem einzigen Impuls freigesetzt, das zweite Maximum bleibt aus. In sehr großen Höhen (über 80 Kilometer) kann sogar die den Sprengkopf nach oben verlassende Röntgenstrahlung teilweise in den Weltraum entweichen, während der nach unten abgestrahlte Teil unterhalb des Explosionsherds absorbiert wird und dort eine scheibenförmige Wolke ionisierten Gases bildet. Eine Druckwelle tritt bei solchen Explosionen praktisch nicht auf.
Für eine ideale Bodenexplosion, bei der die Druckwelle vollständig an der Oberfläche reflektiert wird, ist in der Stoßwellen-dominierten Phase des Feuerballs die doppelte Energie einzusetzen. Daten aus Kernwaffentests ergeben in einigen Fällen jedoch einen Reflexionsgrad von nur ca. 70 %, so dass statt des doppelten der 1,7-fache Wert einzusetzen ist. Das gilt auch für die Stärke der Druckwelle in größerer Entfernung. Bei gleichem Feuerballvolumen würde für die späte Phase (wenn die Stoßfront durchsichtig geworden ist) das Gleiche gelten. Da bei Bodenexplosionen jedoch die Feuerblase stärker gekühlt wird und sich dementsprechend weniger stark ausdehnt, ist das Volumen kleiner, so dass der Endradius unter Umständen sogar kleiner sein kann als bei einer Luftexplosion. Insbesondere ist seine Leuchtkraft geringer. Dieser Effekt tritt bei kleinen Explosionsenergien stärker auf als bei großen.

### Ausbreitung der Druckwelle

Abhängigkeit des Überdrucks OP und des dynamischen Drucks DP vom Abstand einer 1-kt-Standardexplosion in unbegrenzter homogener Atmosphäre mit Meereshöhebedingungen.

Nach der Auflösung der stoßerhitzten Hülle des Feuerballs breitet sich die Druckwelle unsichtbar weiter aus; dabei verdichtet sie weiterhin die Luft und treibt sie vom Explosionszentrum fort. Die Stärke der Druckwelle nimmt mit der Entfernung ab: Erstens durch die geometrische Ausdünnung bei zunehmendem Radius, zweitens infolge der Umwandlung der Wellenenergie in Wärme und drittens aufgrund der zunehmenden Dauer der positiven Druckphase als Folge der Nichtlinearität von Stoßwellen. Die Abhängigkeit des Überdrucks vom Abstand von einer 1-kt-Explosion in einem ausgedehnten homogenen Luftraum wird durch eine Standardkurve beschrieben. In dieser ist bereits der für Nuklearexplosionen typische mechanische Energieanteil von etwa 50 Prozent der Gesamtenergie berücksichtigt worden. Aus dem Überdruck kann über die Rankine-Hugoniot-Gleichungen auch die Geschwindigkeit von Druckwelle und der verdrängten Luftmassen und aus letzterer der dynamische Druck (auch Staudruck genannt) berechnet werden. Die Standardkurve kann für beliebige Sprengenergien und Atmosphärenbedingungen skaliert werden. So skalieren für beliebige Sprengenergien W alle Längen r mit der Kubikwurzel:
{\displaystyle r(W)=r(1\,\mathrm {kt} )\cdot \left({W \over \mathrm {kt} }\right)^{1/3}\,.}
Beispiel: Bei einer Explosion mit einer Sprengkraft eines Äquivalents von einer Megatonne TNT (1000 kt) müssen Grundradius und Detonationshöhe um den Faktor 10001/3 = 10 skaliert werden.
Auch Explosionen unterhalb der Erd- oder Wasseroberfläche können eine Luftdruckwelle verursachen. Diese werden im Wesentlichen durch zwei Hauptmechanismen erzeugt. Wenn die Untergrundschockwelle die Oberfläche erreicht, wird ein Teil der Energie an die Luft übertragen. Nahe der Oberfläche trifft diese Druckwelle also fast zeitgleich mit dem sie verursachenden Untergrundimpuls ein. Aufgrund des hohen Dichteunterschieds ist dieser Anteil jedoch sehr gering (vgl. Schallquellen unter Wasser, die an der Oberfläche kaum zu hören sind). Bei einer Explosion knapp unter der Oberfläche kann zudem der Feuerball bis zur Oberfläche durchbrechen und durch die rasche Ausdehnung in der Luft auch eine Luftdruckwelle auslösen. Ihre Gesamtstärke kann durch eine skalierte Sprengkraft Ws abgeschätzt werden, die ungefähr exponentiell mit der Tiefe d abnimmt:
{\displaystyle {W_{s} \over W}\approx \exp \left({-0{,}078 \over W^{1/3}}\,{\rho  \over \mathrm {g\,cm^{-3}} }\,{d \over \mathrm {m} }\right)\,.}
Dabei ist ρ die Dichte des Untergrunds, und W1/3 ist die Kubikwurzelskalierung für die Tiefe d. Ws kann nun wie eine Explosion direkt an der Oberfläche aufgefasst werden. Bei einer 1-Kilotonnen-Explosion unter Wasser (1 g/cm³) nimmt die atmosphärische Komponente der Druckwelle also etwa alle neun Meter um die Hälfte ab. Im Fall der bekannten Baker-Testexplosion 1946 am Bikini-Atoll (W = 20 kt, d = 30 m unter Wasser) entsprach die Druckwelle demnach einer nuklearen Oberflächenexplosion von etwa 8 kt. Die Formel ist aber nur als grobe Näherung aufzufassen.
Neben der Explosionsstärke geht außerdem noch das Verhältnis des Luftdrucks p zum mittleren Luftdruck auf Meereshöhe p0 = 101,325 kPa über die Faktoren
{\displaystyle S_{p}={\frac {p}{p_{0}}}\quad {\mbox{und}}\quad S_{L}=S_{p}^{-1/3}\,.}
in die wahre Druckkurve mit ein, welche die Abhängigkeit des Überdrucks OP vom Luftdruck p und dem Abstand zum Explosionszentrum R beschreibt:
{\displaystyle {\mathit {OP}}(R,p)=S_{p}\cdot {\mathit {OP}}(R/S_{L},p_{0})\,.}
Die Temperatur hat auf die Stärke der Druckwelle keinen Einfluss, sie beeinflusst allerdings die Ausbreitungsgeschwindigkeit, die ebenso wie die klassische Schallgeschwindigkeit mit der Quadratwurzel der Temperatur in Kelvin skaliert. Befinden sich Ziel und Explosionszentrum in unterschiedlichen Höhen, wie das etwa bei Luftexplosionen der Fall ist, so ist für die Skalierung des Überdrucks in guter Näherung die Höhe des Ziels anstatt der Detonationshöhe ausschlaggebend.
Der positiven Druckphase folgt eine Phase mit negativem Druck (Unterdruck, „Sog“). Sie entsteht aufgrund der Verdünnung der Gase hinter der Stoßfront, besonders innerhalb des Feuerballs. Die Dauer dieser Phase ist im Allgemeinen länger als die der positiven, jedoch ist der Betrag des Unterdrucks geringer als der des positiven Druckmaximums.
Die Unterdruckphase ist auch verantwortlich für die typischen Kondensringe, die sich bei hoher Luftfeuchtigkeit um den Explosionsherd herum ausbreiten und vor allem das typische Erscheinungsbild der Testexplosionen im Pazifik bestimmten, man spricht auch von einer Wilson-Wolke. Der Druckabfall führt dabei – trotz der enormen Wärmestrahlung des Feuerballs – zur Abkühlung der Luft und damit zur Kondensation der Feuchtigkeit. Der Nebel verschwindet, sobald der Druck sich wieder normalisiert. Ähnliche Erscheinungen können auch bei konventionellen Explosionen oder bei Überschallflugzeugen (Wolkenscheibeneffekt) beobachtet werden.

## Pilzwolke (Atompilz)

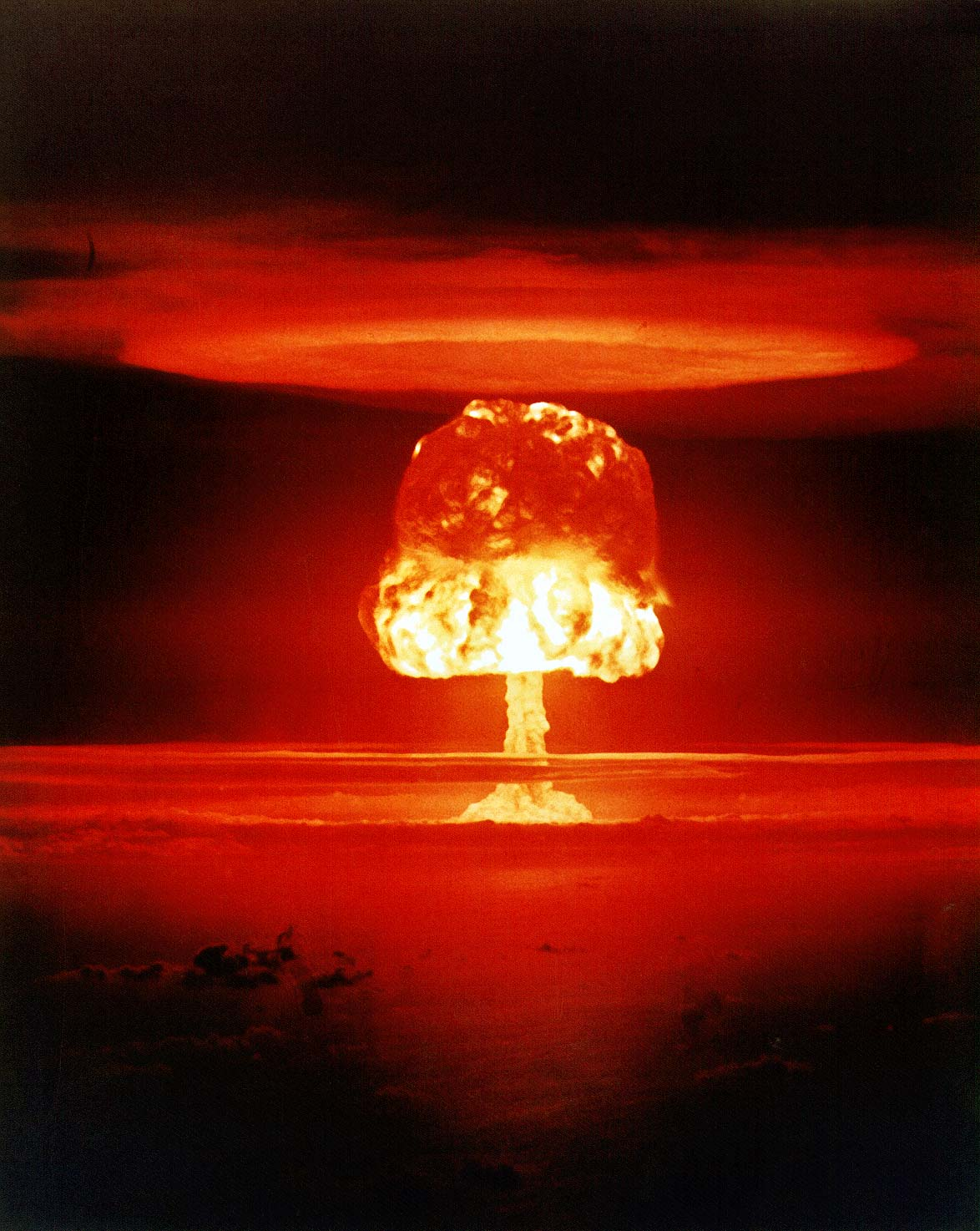
Atombombentest „Romeo“ (Sprengkraft 11 Megatonnen TNT-Äquivalent) am 27. März 1954 auf dem Bikini-Atoll

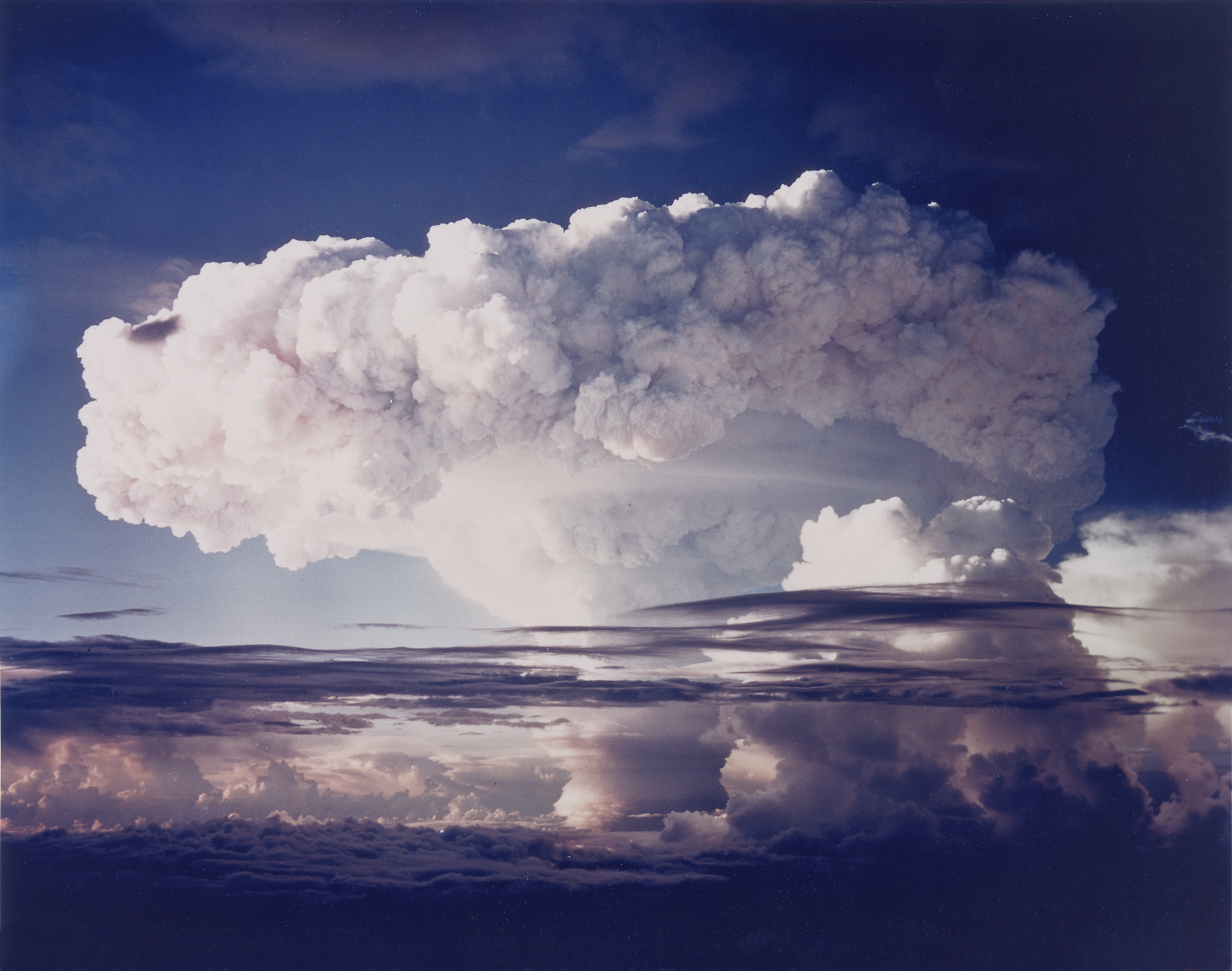
Pilzwolke des Ivy-Mike-Kernwaffentests 1952.

Durchschnittliche Endhöhe und -radius der Pilzwolke.
Endhöhe der Pilzwolke (h)
Endradius der Pilzwolke (r)

Nach dem „Wegbrechen“ der Druckwelle kühlt sich der Feuerball weiter ab und beginnt sich aufgrund von Konvektion zu heben. Er reißt Staub und Asche mit in die Höhe. Die bekannte Pilzwolke („Atompilz“) entsteht.
Die maximale Höhe der Pilzwolke hängt vor allem von der Explosionsenergie, ferner auch von der Detonationshöhe und von der Wetterlage ab. Die Gipfelhöhe der Explosionswolke einer bodennahen Explosion im kt-Bereich beträgt nur wenige Kilometer, während die Wolke der 57 Mt starken „Zar-Bombe“, der stärksten je gezündeten Bombe, 64 Kilometer hoch aufstieg. Für geringe Sprengenergien (unterhalb von etwa 10 kt) skalieren Endhöhe und -breite der Wolke mit der Kubikwurzel der Energie, während bei größeren Explosionen die Schichtung der Erdatmosphäre einen wesentlichen Einfluss auf die Wolkengröße und -gestalt hat. Insbesondere in der Stratosphäre hemmt die herrschende Temperaturinversion den Aufstieg der Wolke. Bei sehr großen Explosionsenergien wiederum führt das große Volumen der Wolke, die sich mit abnehmendem Druck in großen Höhen noch weiter ausdehnt, zu einem starken Anstieg der Höhe (siehe Abbildung).
Einige Minuten nach der Explosion stabilisiert sich der Kopf der Pilzwolke auf einer bestimmten Höhe; bei großen Explosionen (über etwa 1 Mt) kann kurzfristig eine größere Höhe erreicht werden. Nach Erreichen der Endhöhe kann sich die Wolke nur noch zur Seite ausbreiten; daher nimmt die Breite bei großen Sprengkräften sehr stark zu. Simulationen zufolge würde eine Explosion von mehr als etwa 1000 Megatonnen sich nicht mehr stabilisieren, sondern sich als Plume in den Weltraum ausdehnen. Atmosphärische Explosionen dieser Größe wurden bisher nur beim Einschlag des Kometen Shoemaker-Levy 9 auf dem Jupiter beobachtet.
Bei manchen Atombombenexplosionen zeigt der Atompilz einen leuchtenden ringförmigen Schlauch. Dieser entsteht dadurch, dass der aufsteigende Feuerball durch die Reibung an der umgebenden Luft, ähnlich wie bei der Entstehung von Rauchringen, in eine toroidale Rotation gerät und sich die heißen (und somit hell leuchtenden) Gase in diesem Ring sammeln.
Bei vielen Atomtests sieht man neben dem Detonationspilz mehrere parallele Rauchstreifen. Diese sind kein Effekt der nuklearen Explosion, sondern stammen von zuvor abgeschossenen Rauchspurraketen, deren Spuren zur Vermessung der Druckwelle dienen.

## Auswirkungen von Kernexplosionen

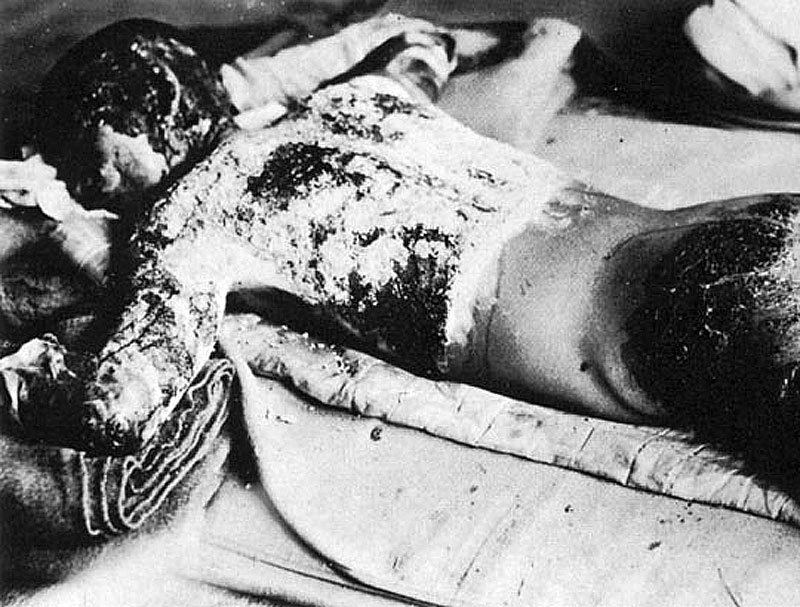
Opfer des Atombombenabwurfs auf Hiroshima

Eine Atombombenexplosion wirkt sich durch folgende Effekte auf ihre Umgebung aus:
- Druckwelle, die ähnlich wie bei konventionellen Explosionen ist, aber erheblich stärker (Anteil an der Gesamtenergie 40–60 %)
- direkte thermische Strahlung (UV- und Infrarotstrahlung sowie sichtbares Licht, Anteil an der Gesamtenergie 30–50 %)
- direkte ionisierende Strahlung (vor allem Neutronen-, Gamma- und Röntgenstrahlung, Anteil an der Gesamtenergie etwa 5 %)
- indirekte Radioaktivität durch Fallout-Partikel (abhängig vom Typ der Bombe)
- Nuklearer elektromagnetischer Impuls (NEMP; Folge der direkten ionisierenden Strahlung)

Die Anteile der einzelnen Effekte an der Gesamtenergie variieren mit der Sprengkraft und der Masse und Konstruktion der Bombe. So wächst allgemein der Anteil der thermischen Strahlung mit größerer Sprengkraft bzw. kleinerem Bombengewicht, während der Anteil der Druckwelle abnimmt. Die direkte ionisierende Strahlung – dazu zählen Neutronen aus den Spaltprozessen und Gammastrahlen aus dem Zerfall sehr kurzlebiger Spaltprodukte, ferner aber auch Röntgenstrahlen, die als Folge der hohen Temperaturen im ersten Leuchtmaximum entstehen – wird vor allem bei Luft- und Höhendetonationen freigesetzt, bei Unterwasser- und Untergrundexplosionen jedoch gehemmt. Ferner wird der Anteil der indirekten Kernstrahlung fast ausschließlich durch die Spaltprodukte bewirkt und ist daher bei reinen Kernspaltungsbomben am größten (etwa 10 Prozent der Gesamtenergie). Eine Ausnahme stellt die theoretische Kobaltbombe dar, von der aber nicht ein einziges gebautes Exemplar bekannt ist. Allgemein wird die indirekte Strahlung jedoch nicht zur Sprengenergie gezählt, da sie lange nach der eigentlichen Explosion freigesetzt wird.

### Folgen der Druckwelle

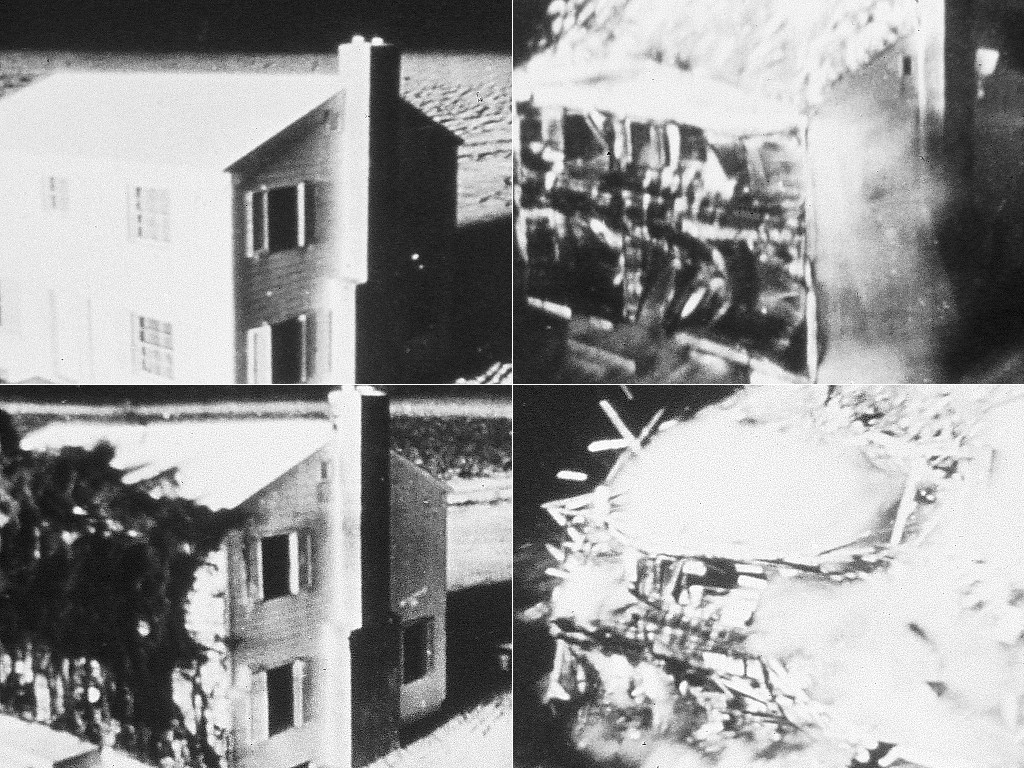
Auswirkungen einer Druckwelle von 5 psi (34 kPa) lokaler Amplitude auf ein Haus während eines Kernwaffentests (Upshot-Knothole Annie, 1953)

Der größte Schaden wird in bebauten Regionen (Städte) durch die Explosionsdruckwelle angerichtet. Wie weiter oben beschrieben, verursacht sie plötzliche starke Druckschwankungen (statischer Über- und Unterdruck) und orkanartige Winde (dynamischer Druck). Der statische Überdruck zerstört vor allem geschlossene Bauten mit großen Hohlräumen, also vor allem Häuser, während der orkanartige Wind Menschen, Tiere, Bäume und leichte Bauten „umbläst“. Der statische Unterdruck, der der Überdruckphase folgt und mit schwächeren Winden in Richtung auf das Explosionszentrum einhergeht, ist in Bezug auf Schäden meist vernachlässigbar. Dabei spielt vor allem der maximale Druck eine Rolle: Wird die Belastungsgrenze z. B. für die Betonmauern eines Gebäudes überschritten, so tritt der Bruch innerhalb sehr kurzer Zeit ein. Dennoch hat auch die Dauer der Druckwelle eine gewisse Bedeutung. Nach A. Bühl (1972) hat ein Überdruck von 0,3 atü (ca. 30 kPa) einer Explosion im Megatonnenbereich auf zivile Häuser eine vergleichbare Wirkung wie eine Druckwelle 0,5 atü (ca. 50 kPa) einer Explosion im Kilotonnenbereich. Dieser Effekt ist schwierig zu berechnen, da er wesentlich mit der Bauweise, Größe, Form und räumlichen Ausrichtung des Hauses zusammenhängt, und wird daher im Folgenden vernachlässigt.
Die folgende Tabelle gibt einen Eindruck von den Auswirkungen der Druckwelle. Es ist allerdings zu beachten, dass die Wirkung auf Menschen alle Effekte der Explosion, also auch thermische und radiologische Effekte, mit einschließt. Zu den verwendeten Einheiten des Drucks ist anzumerken, dass ein großer Teil der Quellen zu dem Thema aus den USA stammt, wo die Einheit pound-force per square inch (psi) sehr verbreitet ist, und sich viele Angaben daher auf psi statt auf das SI-konforme Kilopascal (kPa) beziehen. Im Folgenden werden beide Einheiten nebeneinander verwendet.
| Druckamplitude | Druckamplitude | Typische Auswirkungen auf Stadtgebiete                                                                                    |
| psi            | kPa            | Typische Auswirkungen auf Stadtgebiete                                                                                    |
| -------------- | -------------- | --- |
| 0,2            | 1,4            | Bruch typischer Fensterscheiben                                                                                           |
| 1,0            | 6,9            | Fenster zertrümmert, Verletzungen durch Splitter möglich                                                                  |
| 3,0            | 21,0           | Wohnhäuser (leichte Bauweise) schwer beschädigt oder zerstört, zahlreiche Schwerverletzte, vereinzelte Todesopfer         |
| 5,0            | 35,0           | Zerstörung der meisten unverstärkten Gebäude, zahlreiche Todesopfer                                                       |
| 10,0           | 69,0           | Zerstörung oder schwere Beschädigung von Stahlbetonbauten, Tod der meisten Einwohner                                      |
| 20,0           | 138,0          | Zerstörung oder schwere Beschädigung auch schwerer Betonbauten, kaum Überlebende (Hypozentrum von Hiroshima: etwa 30 psi) |
| 50,0           | 350,0          | Vollständige Zerstörung aller oberirdischen Bauwerke (Hypozentrum von Nagasaki: etwa 60 psi)                              |
| 300,0          | 2000,0         | Völlige Einebnung der Landschaft (Hypozentrum der „Zar-Bombe“)                                                            |

Die Beziehung zwischen maximiertem Abstand vom Hypozentrum GROP („ground range“), innerhalb dessen der gegebene Überdruck OP auftritt, und optimaler Detonationshöhe HOP ist für eine Explosion von einer Kilotonne TNT-Äquivalent näherungsweise gegeben durch
{\displaystyle {{\mathit {H}}_{\mathit {OP}} \over \mathrm {m} }\approx 16100\,\left({{\mathit {OP}} \over \mathrm {Pa} }\right)^{-0{,}38}=560\,\left({{\mathit {OP}} \over \mathrm {psi} }\right)^{-0{,}38}\,.}
Der durch diese Wahl von HOP maximierte Radius GROP lässt sich durch folgende Näherung abschätzen:
{\displaystyle {{\mathit {GR}}_{\mathit {OP}} \over \mathrm {m} }\approx \left(\left(9{,}54\cdot 10^{-3}\,{H_{\mathit {OP}} \over \mathrm {m} }^{1{,}95}\right)^{4}+\left(3{,}01\,{H_{\mathit {OP}} \over \mathrm {m} }^{0{,}75}\right)^{4}\right)^{1/4}\,.}

Abhängigkeit der Zonen verschiedenen Überdrucks von Detonationshöhe H und Entfernung GR vom Hypozentrum einer 1-kt-Standardexplosion. H_{opt} ist die optimale Höhe.

Für andere Sprengenergien ist die erwähnte Kubikwurzelregel anzuwenden. Diese Formeln sind rechnerisch genau auf ±20 Prozent für H und ±10 Prozent für GR im Bereich von 0,1 bis 10000 psi, jedoch unter Vernachlässigung der atmosphärischen Druckvariation und für ebenes Gelände. Für Detonationshöhen unter etwa 6000 Metern (das entspricht etwa dem halben Luftdruck am Boden) ist diese Vereinfachung noch plausibel.
Der militärisch interessante Bereich für Luftdetonationen liegt zwischen 5 psi und etwa 50 psi (35 kPa bis 350 kPa). Typische Nutzgebäude wie Fabriken, Kasernen oder sonstige nicht besonders verstärkte Gebäude werden bei einem Überdruck von etwa 5 psi oder dem damit korrespondierenden dynamischen Druck zerstört; daher sind für H5 psi die größten Zerstörungen in urbanen Gebieten zu erwarten. Schwere Betonbauten oder gepanzerte Fahrzeuge können jedoch weitaus größeren Drücken standhalten. Oberhalb eines anvisierten Druckes von 50 psi ist der Verstärkungseffekt allerdings vernachlässigbar und eine Bodendetonation vorzuziehen. Die im Zweiten Weltkrieg auf Hiroshima und Nagasaki abgeworfenen Atombomben hatten Sprengenergien von 15 kt (Little Boy) beziehungsweise 21 kt (Fat Man) und detonierten in 580 beziehungsweise 503 Metern Höhe, was nach obigen Formeln einem maximierten Radius für 10 psi beziehungsweise 19 psi (68 kPa beziehungsweise 132 kPa) entsprach. Grund für diese konservative Wahl („optimal“ für 5 psi wären etwa 800 Meter beziehungsweise 900 Meter) war die Unsicherheit der vorausberechneten Sprengkraft; zudem können auch bestimmte strategisch wichtige Bauten wie beispielsweise Brücken höheren Drücken standhalten.
Die meisten Todesfälle außerhalb von Gebäuden treten durch den dynamischen Druck ein. Menschen und Tiere werden durch die Luft geschleudert, lose Gegenstände können die Wirkung von Geschossen erreichen. Das ist übrigens auch die größte Gefahr bei starken Wirbelstürmen wie zum Beispiel Tornados. Die Druckwelle ist auch verantwortlich für Brände, welche durch die Zerstörung von Gasleitungen, Stromkabeln und Brennstoffanlagen entstehen.
Bei einer Bodendetonation verursacht der enorme Druck ferner die Bildung eines Explosionskraters. Der Großteil des Erdreiches aus dem Krater lagert sich am Kraterrand ab; Erdreich in unmittelbarer Nähe des Sprengsatzes wird jedoch pulverisiert und mit radioaktiven Rückständen aus dem Spaltmaterial angereichert. Dieses trägt maßgeblich zum Fallout bei.

### Folgen der Licht- und Wärmestrahlung
Ungefähr ein Drittel der freiwerdenden Energie einer Atomexplosion wird in Form von Wärmestrahlung (einschließlich Licht) umgesetzt. Da sich Wärmestrahlung mit Lichtgeschwindigkeit in der Atmosphäre ausbreitet, treten Lichtblitz und Wärmestrahlung einige Sekunden vor dem Eintreffen der Druckwelle auf. Blickt man unmittelbar während oder kurz nach der Detonation in Richtung der Explosion, so kann die enorme Leuchtdichte noch bis in weite Entfernungen zu vorübergehender oder permanenter Erblindung führen, da das Licht des Feuerballs von der Augenlinse aus auf die Netzhaut gebündelt wird und bei größerer Entfernung lediglich der Brennfleck kleiner wird, jedoch, außer durch Absorption in der Luft, die Bestrahlungsstärke im Brennfleck auf der Netzhaut kaum abnimmt.
Die abgegebene Wärmestrahlung verursacht Verbrennungen der Haut, die mit größerer Entfernung zum Bodennullpunkt abnehmen. Im Hypozentrum ist die Wärmeentwicklung im Allgemeinen so stark, dass beinahe jegliche Materie verdampft. Die Entfernungen, in denen Verbrennungen auftreten, sind sehr unterschiedlich, da hohe Luftfeuchtigkeit oder Staubpartikel die Wärmestrahlung abschwächen, während Schnee, Eis oder heller Sand sowie eine Wolkendecke oberhalb des Explosionspunktes sie lokal auf mehr als das Doppelte erhöhen können. Bei klarem Himmel und durchschnittlicher Sichtweite (20 Kilometer) verursacht eine Luftexplosion von 1 Mt Verbrennungen dritten Grades im Umkreis von bis zu 12 Kilometern, zweiten Grades bis 15 Kilometer und ersten Grades bis 19 Kilometer. Innerhalb des eigentlichen Explosionsradius besteht keine Überlebenschance. So konnten in Hiroshima und Nagasaki nach den Explosionen zunächst unerklärliche weiße Flecken gefunden werden. Es handelte sich dabei um die Schatten von Menschen, deren Körper den Boden vor der Versengung schützten, bevor sie von der Druckwelle weggeschleudert wurden.
Zusätzlich werden in weitem Umkreis alle brennbaren Stoffe entzündet. Die daraus resultierenden Brände treten vor dem Eintreffen der Druckwelle auf und werden von dieser teilweise wieder ausgelöscht, können jedoch auch durch die dynamisch auftretenden Winde zu enormen Feuerstürmen angefacht werden.

### Folgen der direkten Kernstrahlung
Alle Atomwaffen senden während der Explosion ionisierende Strahlung aus. Als direkte oder Initialstrahlung wird die ionisierende Strahlung bezeichnet, die während der ersten Minute nach der Zündung freigesetzt wird. Sie setzt sich im Wesentlichen aus drei Komponenten zusammen, die eine relativ hohe Reichweite in der Luft haben:
- Neutronenstrahlung aus den Kernspaltungs- und Kernfusionsprozessen,
- Gammastrahlung aus den Kernprozessen und der Anregung von Kernen der Luft,
- Gammastrahlung aus den Zerfallsprozessen kurzlebiger Spaltprodukte.

Ferner sind noch Beta- und Alphastrahlen vorwiegend aus Zerfallsprozessen zu nennen, die aufgrund ihrer kurzen Reichweite in Luft jedoch überwiegend zur indirekten Strahlung (vorwiegend über die Kontamination von Atemluft, Wasser und Nahrung durch den Fallout), aber kaum zur direkten Kernstrahlung beitragen. Die Strahlungsdosis D nimmt dabei infolge der Absorption in Luft (exponentiell) und der geometrischen Verteilung (quadratisch) annähernd nach der Beziehung
{\displaystyle D(r)={\frac {C}{r^{2}}}\cdot e^{-kr}\ ;\quad C,k={\mbox{positive Konstanten}}}
mit der Entfernung r vom Explosionszentrum ab und hat nur bei kleineren Sprengkräften bis etwa 50 Kilotonnen eine relevante Auswirkung, da bei größeren Sprengkräften die (in viel geringerem Maße von der Luft absorbierte) Wärmestrahlung und die Druckwelle bereits tödlich sind. So forderte die direkte Kernstrahlung bei den Explosionen in Hiroshima und Nagasaki, gemessen an ihrem Anteil von nur wenigen Prozent der Gesamtenergie, die meisten Todesopfer. Die Betroffenen, die eine Äquivalentdosis von etwa 1 Sv (Sievert) aufnahmen, erkrankten an der sog. Strahlenkrankheit. Ab einer Dosis von 6 Sv haben Menschen kaum noch Überlebenschancen, bei 10 Sv tritt der Tod innerhalb von ein bis zwei Wochen ein.
Die direkte Kernstrahlung wirkt nur während der Atomexplosion für die Dauer von etwa einer Minute – allerdings sehr stark, wobei der größte Teil der Strahlung innerhalb der ersten Sekundenbruchteile freigesetzt wird. Kann ein Betroffener die direkte Kernstrahlung durch geeigneten Schutz teilweise oder ganz abschirmen, wird sein Risiko für die Strahlenkrankheit erheblich reduziert. So überlebten in Hiroshima Menschen, die im Augenblick der Explosion durch beispielsweise eine Betonwand geschützt waren, während ungeschützte Menschen in nur wenigen Metern Abstand von dem Hindernis an der Strahlenkrankheit starben.

### Folgen des Fallouts
Als Fallout wird ein Gemisch aus verschiedenen radioaktiven Substanzen und Staub bezeichnet, das im Laufe der Zeit aus der Pilzwolke ausfällt oder durch Regen ausgewaschen wird. Der meiste Fallout wird bei Boden- oder bodennahen Detonationen erzeugt, wobei radioaktiv kontaminierter Staub durch die Druckwelle aufgewirbelt und gemeinsam mit der Pilzwolke in die Atmosphäre transportiert wird. Anders als die feinen Rückstände der Bombe, die über mehrere Monate sogar weltweit verteilt werden, fallen die gröberen Staubpartikel zum großen Teil schon nach einigen Stunden oder gar Minuten wieder aus. Bei Luftexplosionen fehlt diese kurzzeitige Komponente weitgehend oder vollständig.
Das Ausfallen der Substanzen erfolgt je nach vorherrschender Windrichtung und Windgeschwindigkeit über eine sehr große Fläche. Die größte Menge kontaminierter Partikel fällt, speziell bei Bodenexplosionen, rund um das Hypozentrum zu Boden, und mit zunehmender Entfernung nimmt der Grad der Kontamination ab. Dennoch können lokal höhere Konzentrationen, so genannte Hotspots, zum Beispiel durch mit kontaminierten Staub angereicherte Regenfälle auftreten.
Ist der Fallout als dünne Staubschicht sichtbar, ist die Strahlung oft stark genug, um sofortige Gesundheitsschäden zu verursachen. Wird eine gewisse Dosis erreicht, führt das bei den betroffenen Personen zu schweren Strahlenschäden, welche entweder die Erkrankung an der Strahlenkrankheit oder gar den Tod zur Folge haben.

### Folgen des Elektromagnetischen Pulses
Der Elektromagnetische Puls (EMP), im Besonderen NEMP (Nuklearer elektromagnetischer Puls), ist ein kurzzeitiges, sehr starkes elektromagnetisches Feld, welches auftritt, wenn Röntgen- oder Gammastrahlung mit Elektronen der Luftmoleküle wechselwirkt (Compton-Effekt). Da die Elektronen eine viel kleinere Masse als die Atomkerne haben, werden sie durch den Compton-Effekt wesentlich stärker beeinflusst und radial vom Explosionsort weggetrieben. Das führt zu einer, aufgrund des atmosphärischen Dichtegradienten leicht asymmetrischen, elektrischen Ladungstrennung und damit zu einem elektrischen Dipolmoment. Die Beschleunigung der Elektronen verursacht zudem Magnetfelder, so dass elektromagnetische Wellen entstehen. Der EMP unterscheidet sich von gewöhnlichen Radiowellen in zwei Punkten:
- Der EMP ist aufgrund seiner hohen Amplitude in der Lage, in Metallstrukturen großer räumlicher Ausdehnung Spannungen im Kilovoltbereich zu induzieren.
- Die Energie wird als einzelner Puls mit einer Dauer im Mikrosekundenbereich und einer Anstiegszeit in der Größenordnung einer Nanosekunde freigesetzt.

Somit besitzt der EMP Ähnlichkeit mit einem Blitzschlag, was die Auswirkungen auf elektrische Leitungen betrifft, jedoch ist der Spannungsanstieg erheblich steiler als bei natürlichen Blitzen. (Darum sprechen Blitzschutzsysteme aufgrund ihrer Trägheit nicht an.)
Alle elektrischen oder elektronischen Geräte und Anlagen mit langen Leitungen oder Antennen und empfindlichen Bauteilen wie Halbleitern und Kondensatoren werden durch den EMP geschädigt. Dazu gehören unter anderem die Stromversorgung (Freileitungsnetz), Telefonnetze, Haushaltsgeräte, Radio- und Fernsehsender. Nur Funkgeräte mit sehr kurzen Antennen werden weniger beeinflusst.
Man unterscheidet je nach Art der Zündung zwischen einem Endo-NEMP, der durch eine Explosion innerhalb der Atmosphäre zwischen etwa 30 und 100 Kilometern Höhe entsteht, und dem Exo-NEMP, bei dem der Sprengsatz bereits im Weltraum explodiert. Die Varianten weisen hinsichtlich ihrer Stärke und Ausdehnung zum Teil starke Unterschiede auf. So werden die Gamma- und Teilchenstrahlen beim Endo-NEMP noch in der Umgebung des Explosionsortes absorbiert, während bei Exo-NEMP die Teilchendichte in der Detonationshöhe so gering ist, dass die Strahlen Hunderte oder gar Tausende von Kilometern zurücklegen können, ehe sie durch Luftmoleküle absorbiert werden. Zudem ist in großer Höhe die geometrische Distanz zum Erdhorizont größer. Dadurch kann ein ganzer Kontinent von den Auswirkungen betroffen sein, wenngleich der Puls wesentlich schwächer als beim lokal konzentrierten Endo-NEMP ist.

### Tabelle der wichtigsten Auswirkungen
Die wichtigsten Auswirkungen nuklearer Explosionen sind hier in tabellarischer Form zusammengefasst. Die Informationen stammen aus den unten angegebenen Quellen. Die Tabelle gilt für typische Luftexplosionen unter den folgenden Bedingungen:
- Ebenes Gelände,
- Sichtweite: 20 Kilometer,
- Explosionshöhe: Optimiert für 15 psi (etwa 103 kPa),
- „normale“ Sprengsätze, also insbesondere keine Neutronenbomben oder andere Typen mit besonders starker oder schwacher Strahlung.

Der Überdruck im Hypozentrum beträgt in allen Fällen etwa 42 psi (290 kPa).
| Wirkung bis GR / km                                                 | Sprengenergie / Explosionshöhe | Sprengenergie / Explosionshöhe | Sprengenergie / Explosionshöhe | Sprengenergie / Explosionshöhe |
| Wirkung bis GR / km                                                 | 1 kt / 200 m                   | 20 kt / 540 m                  | 1 Mt / 2,0 km                  | 20 Mt / 5,4 km                 |
| ------------------------------------------------------------------- | ------------------------------ | ------------------------------ | ------------------------------ | ------------------------------ |
| Druckwirkung                                                        |                                |                                |                                |                                |
| Totale Zerstörung (20 psi ≈ 140 kPa)                                | 0,2                            | 0,6                            | 2,4                            | 6,4                            |
| Weitgehende Zerstörung (5 psi ≈ 35 kPa)                             | 0,6                            | 1,7                            | 6,2                            | 17                             |
| Mäßige zivile Schäden (1 psi ≈ 7 kPa)                               | 1,7                            | 4,7                            | 17                             | 47                             |
| Thermische Wirkung                                                  |                                |                                |                                |                                |
| Starke Brandwirkung                                                 | 0,5                            | 2,0                            | 10                             | 30                             |
| Verbrennungen 3. Grades                                             | 0,6                            | 2,5                            | 12                             | 38                             |
| Verbrennungen 2. Grades                                             | 0,8                            | 3,2                            | 15                             | 44                             |
| Verbrennungen 1. Grades                                             | 1,1                            | 4,2                            | 19                             | 53                             |
| Wirkung der ionisierenden Direktstrahlung (Raumdiagonale 1 SR / km) |                                |                                |                                |                                |
| Tödliche 2 Gesamtdosis (Neutronen und γ-Strahlen)                   | 0,8                            | 1,4                            | 2,3                            | 4,7                            |
| Akut schädliche 2 Gesamtdosis                                       | 1,2                            | 1,8                            | 2,9                            | 5,4                            |

## Folgen eines Atomkrieges
Die Folgen eines interkontinentalen Atomkrieges lassen sich nicht allein durch bloße Summation zahlreicher Atombombenexplosionen verstehen. Vielmehr sind aufgrund der großen Flächendeckung weitere Auswirkungen zu erwarten:
- Zusammenbruch nationaler oder kontinentaler Populationen und der Gesellschaft.
- Langfristig vermehrtes Auftreten von Fehlbildungen und Krebs bei allen Lebewesen aufgrund der erbgutschädigenden Wirkung ionisierender Strahlen und der Langlebigkeit einiger radioaktiver Nuklide
- Zerstörung oder schwere Schädigung ganzer Ökosysteme, Massenaussterben
- Klimaveränderungen durch von Rauch und Staub verminderter Sonneneinstrahlung (Nuklearer Winter)
- Vollständige oder weitgehende Zerstörung der gesamten Infrastruktur der beteiligten Länder, erschwerte Erholung durch Verlust von Anlagen zur Produktion und Rohstoffgewinnung

Über das Ausmaß der einzelnen Folgen herrscht Uneinigkeit, denn eine zuverlässige Vorhersage ist aufgrund der Komplexität allein des Weltklimas und erst recht biologischer und sozialer Systeme kaum möglich. Daher sind diese Angaben sehr allgemein und mit kritischer Distanz zu betrachten.

## Rechtliche Lage in Deutschland
Nach § 307 StGB ist die Herbeiführung einer Explosion durch Kernenergie strafbar, wenn eine Gefährdung anderen Lebens oder anderer Sachen vorliegt.
§ 307
Herbeiführen einer Explosion durch Kernenergie
1. Wer es unternimmt, durch Freisetzen von Kernenergie eine Explosion herbeizuführen und dadurch Leib oder Leben eines anderen Menschen oder fremde Sachen von bedeutendem Wert zu gefährden, wird mit Freiheitsstrafe nicht unter fünf Jahren bestraft.
2. Wer durch Freisetzen von Kernenergie eine Explosion herbeiführt und dadurch Leib oder Leben eines anderen Menschen oder fremde Sachen von bedeutendem Wert fahrlässig gefährdet, wird mit Freiheitsstrafe von einem Jahr bis zu zehn Jahren bestraft.
3. Verursacht der Täter durch die Tat wenigstens leichtfertig den Tod eines anderen Menschen, so ist die Strafe
  1. in den Fällen des Absatzes 1 lebenslange Freiheitsstrafe oder Freiheitsstrafe nicht unter zehn Jahren,
  2. in den Fällen des Absatzes 2 Freiheitsstrafe nicht unter fünf Jahren.
4. Wer in den Fällen des Absatzes 2 fahrlässig handelt und die Gefahr fahrlässig verursacht, wird mit Freiheitsstrafe bis zu drei Jahren oder mit Geldstrafe bestraft.

Gemäß § 17 Abs. 1 des Kriegswaffenkontrollgesetzes (KrWaffKontrG) ist es verboten, „Atomwaffen zu entwickeln, herzustellen, mit ihnen Handel zu treiben, von einem anderen zu erwerben oder einem anderen zu überlassen, einzuführen, auszuführen, durch das Bundesgebiet durchzuführen oder sonst in das Bundesgebiet oder aus dem Bundesgebiet zu verbringen oder sonst die tatsächliche Gewalt über sie auszuüben“. Der Verstoß dagegen wird mit einer Freiheitsstrafe von ein bis fünf Jahren bestraft. (§ 19 Abs. 1 KrWaffKontrG)